# カーディナルシュニッテン

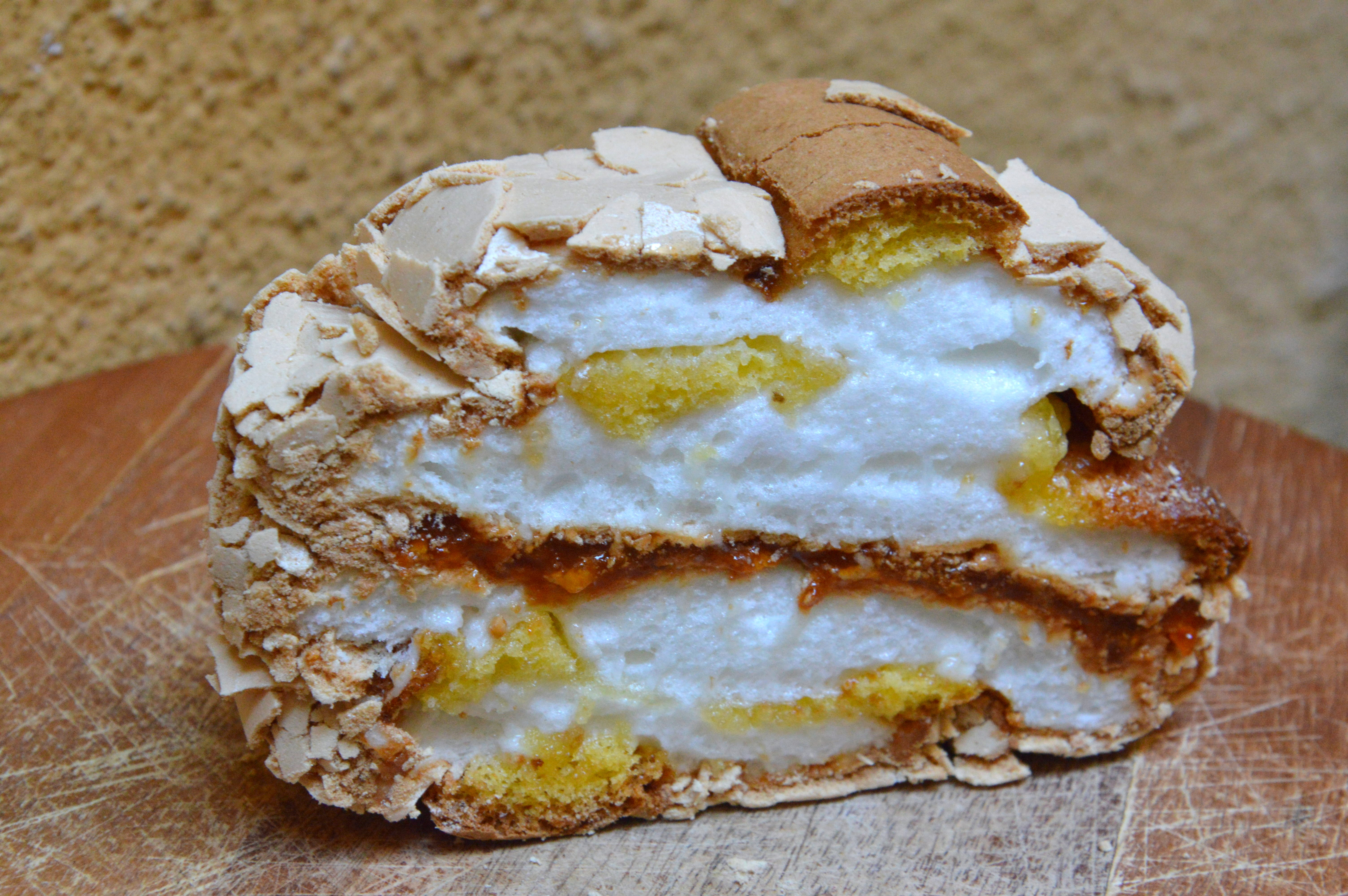
カーディナルシュニッテン

カーディナルシュニッテン（独: Kardinalschnitten）は、オーストリアのポピュラーな菓子である。

## 概要
メレンゲと卵黄の生地を交互に絞ったふんわり軽い生地で、コーヒー風味のクリームをサンドする。
大抵、細長い棹型にしあげて、ひと切れずつ切って食べる。
オーストリア菓子の中では軽い食感と淡い味わいである。

## 起源
黄色と白の縞模様の起源については、カトリックの象徴色「黄と白」を表現したとする説や、枢機卿の衣服の色または帯の色に似せたとする説など、いくつかの説がある。

## 参照
- KARDINALSCHNITTEN（辻調理師専門学校）